# Катастрофа Ан-24 в Навои
Катастрофа Ан-24 в Навои — авиационная катастрофа, произошедшая в субботу
23 марта 1991 года в аэропорту Навои. Авиалайнер Ан-24РВ Самаркандского ОАО авиакомпании «Аэрофлот» выполнял внутренний рейс по маршруту Ташкент — Навои, но при посадке в аэропорту Навои лайнер на большой скорости выкатился за пределы ВПП и врезался в стройплощадку, полностью разрушившись. Погибли 34 человека на борту из 63 — 59 пассажиров и 4 членов экипажа.

## Самолёт
Ан-24РВ с заводским номером 27307910 и серийным 079-10 был выпущен заводом Антонова в июле 1972 году. Получив бортовой номер CCCP-46472, авиалайнер был передан Министерству гражданской авиации СССР, которое в свою очередь к 18 августа направило его в Самаркандский объединённый авиаотряд Узбекского управления гражданской авиации.

## Хронология событий
23 марта 1991 года Ан-24РВ борт СССР-46472 выполнял рейс из Ташкента в Навои, на его борту находились 4 члена экипажа и 59 пассажиров.
На подходе к аэропорту Навои экипаж не выдерживал схему захода, но вводил в заблуждение диспетчера, докладывая, что якобы её выполняет. В результате, когда в 19 километрах от ВПП самолёт находился на высоте 3000 метров, экипаж доложил, что они заняли высоту 2100 метров и находятся в 23 километрах. Не зная истинной ситуации, диспетчер дал им разрешение на снижение до высоты 1500 метров по схеме, после чего пилоты перевели авиалайнер в резкое снижение с вертикальной скоростью 20 м/с, при этом приборная скорость возросла до 450 км/ч. Далее на высоте 2400 метров и в 18 километрах от полосы пилоты доложили о занятии высоты 1500 метров и что они выполняют схему захода на посадку. В ответ диспетчер разрешил им снижаться до высоты 600 метров к третьему развороту, поэтому экипаж с креном 29° совершил правый разворот, далее доворот влево и вышел на посадочный курс 252°.

### Катастрофа
Выйдя на предпосадочную прямую и снижаясь с повышенной скоростью (на 100—140 км/ч выше рекомендованной по РЛЭ), экипаж не стал выпускать закрылки, а также не выставил датчик радиовысотомера на высоту принятия решения. Далее на высоте 300 метров (вместо установленных 200 метров) Ан-24 прошёл ДПРМ на приборной скорости 435 км/ч и снижаясь с вертикальной 10 м/с. Затем на высоте 90 метров (вместо 60 метров) он прошёл БПРМ на приборной скорости 378 км/ч и вертикальной 8 м/с. Затем авиалайнер пролетел над торцом ВПП на высоте 30 метров и с приборной скоростью 350 км/ч. В такой ситуации безопасная посадка была уже невозможна, что требовало немедленного ухода на второй круг, однако экипаж был твёрдо намерен выполнить посадку с первого раза.
Ан-24 коснулся ВПП на скорости 310 км/ч и в 710 метрах от входного торца ВПП. Сразу после этого пилоты отклонили штурвалы от себя, тем самым опустив нос и заставив переднюю стойку опуститься на покрытие полосы. Через 2 с небольшим секунды на скорости 265 км/ч закрылки были за 4 секунды выпущены до 22°, а винты сняты с упоров. Спустя 10 секунд с момента касания самолёт на скорости 225 км/ч выкатился за ВПП. Далее должна была быть концевая полоса безопасности (КПБ), однако на тот момент в аэропорту проводились работы по удлинению ВПП, поэтому КПБ отсутствовала. В результате Ан-24, выехав на строящийся участок, начал разрушаться о неровности грунта и бруствер котлована. Сначала разрушилась передняя стойка шасси, затем основные стойки, далее кабина экипажа и передняя часть фюзеляжа. Промчавшись по стройплощадке 317 метров, самолёт врезался правой плоскостью крыла в двухметровый штабель бетонных плит, после чего полностью разрушился и загорелся. В катастрофе погибли 34 человека: все 4 члена экипажа и 30 пассажиров.

## Причины
Грубое нарушение экипажем правил полётов, обусловленное его личной недисциплинированностью, выразившееся в невыполнении установленной схемы снижения и захода на посадку, превышении рекомендованных РЛЭ скоростей и высот полёта, невыполнении требований инструкции по взаимодействию и технологии работы экипажа, неиспользовании средств механизации крыла при посадке, непринятии решения об уходе на второй круг, неприменении аварийного торможения и в неправильных действиях в процессе пробега.
— 